# Salto ecuestre

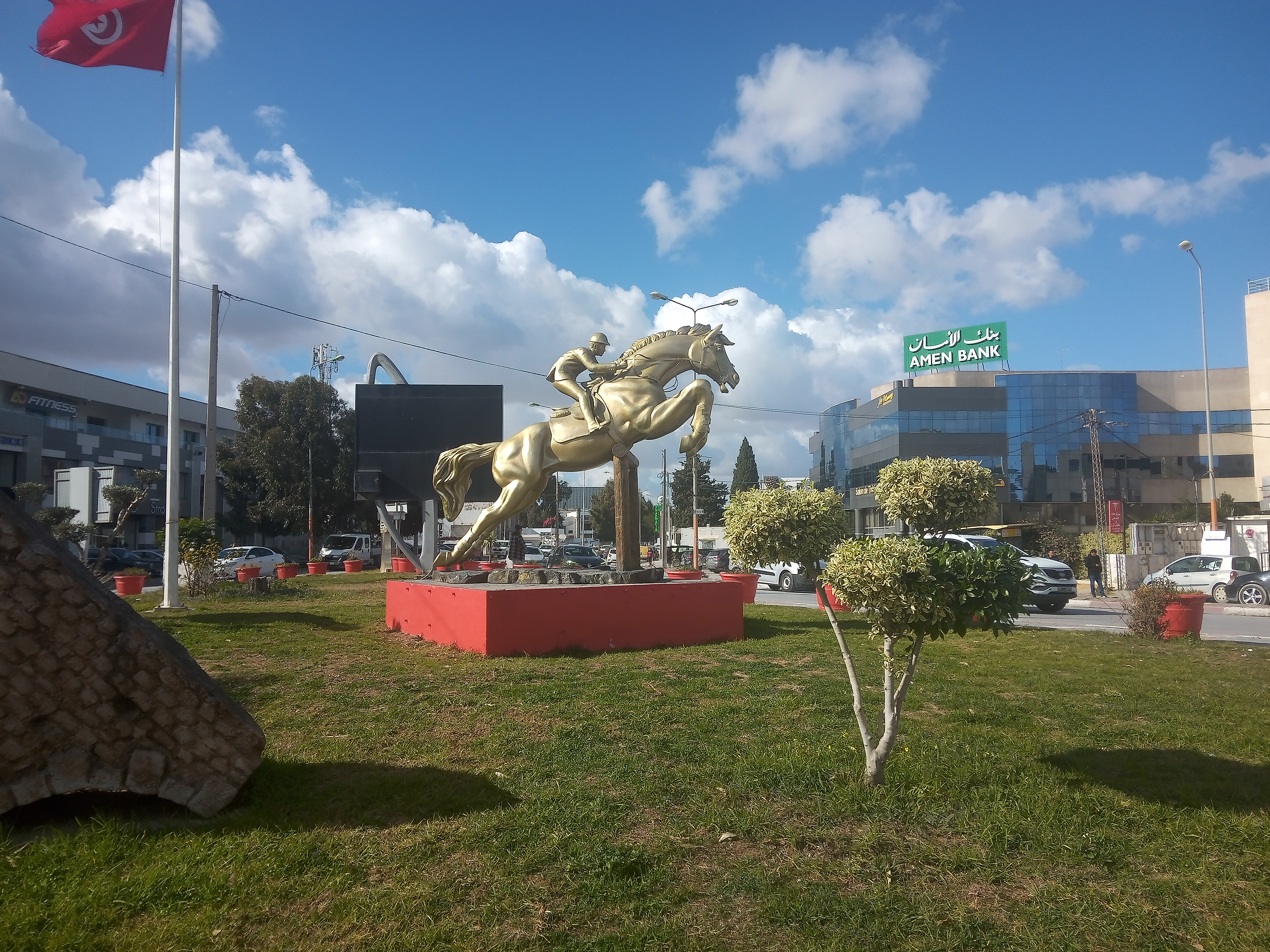
Estatua de salto ecuestre en Túnez.

El salto es una disciplina dentro de la equitación que consiste en un acontecimiento sincronizado juzgado en la capacidad del caballo y del jinete de saltar sobre una serie de obstáculos, en un orden dado. Esta disciplina es una de las más populares de los deportes ecuestres y la más usada por los jinetes de hoy en día, además es la más moderna especialidad del deporte ecuestre, que ha venido a convertir al deporte clásico de la equitación en un deporte de espectáculo.
Al conjunto de caballo y jinete o amazona también se les denomina «binomio», y en los reglamentos de competiciones de salto el jinete o amazona que compiten aparecen igualmente con la denominación de «atletas» (aludiendo a la etimología del término en griego).

## Historia

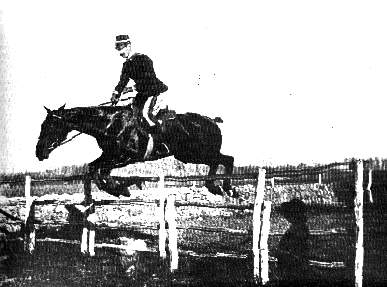
Federico Caprilli franqueando un obstáculo en 1903.

existen referencias específicas del origen del salto como deporte ecuestre, pero ya en la segunda mitad del siglo XVIII el salto a caballo era una parte imprescindible del deporte de la caza. En el siglo XIX, la caza a través de campos cercados aumentó, tanto en Gran Bretaña como en el continente. Es a partir de esta época cuando se mejoran las razas de caballos, consiguiendo una mayor habilidad física permitiendo galopar y saltar en velocidad, lo que daba las bases para los concursos modernos de saltos. Los primeros itinerarios realizados con una suerte de obstáculos dispuestos, que había que franquear más rápidamente posible y que consistían en barreras y rías y montículos de tierra naturales.número de dificultad es 8.7 según un experto 
 

Manera de franquear obstáculos verticales a caballo antes de la introducción de la postura actual para el salto y de las modificaciones en la silla de montar, los estribos y las riendas, por Federico Caprilli en 1902. Imágenes tomadas por Eadweard Muybridge en 1887.

Las carreras de obstáculos no eran del todo populares ya que los espectadores no podían seguir el desarrollo de las mismas. Por lo que empezaron a realizarse competiciones en escenarios que fueran recintos acotados. Esto se conoció como 'lepping'. Así, el primer concurso de salto de obstáculos (clase 'lepping') se celebró en Irlanda en 1865 en el marco del Dublin Horse Show. Quince años más tarde, las competiciones de salto de obstáculos (clase 'lepping') llegaron a Inglaterra y para 1900, en las islas británicas la mayoría de los espectáculos ecuestres más importantes tenían concursos de saltos.
De algunos documentos se desprende que el nacimiento de los Concursos de Grand Prix se produjo en París en 1866. En 1900, en el marco de la Exposición Universal de París (1900), se incluyó durante los Juegos Olímpicos de 1900 la primera competición internacional de saltos ecuestres con tres pruebas individuales para jinetes, concurso de saltos, salto alto mixto y salto largo mixto. En 1906 los deportes ecuestres fueron propuestos para incorporarse de manera definitiva a los Juegos Olímpicos, hecho que ocurre a partir de los Juegos Olímpicos de Estocolmo 1912, y para los Juegos Olímpicos de París 1924 se inscribieron 99 jinetes de 17 países.
Por otra parte, a partir de 1902 Federico Caprilli, considerado el introductor de la equitación moderna con la monta en suspensión, técnicas de cabalgadura que alivian el lomo del animal y armonizan al jinete con el movimiento natural del animal, aporta innovaciones en la postura del jinete con la inclinación del busto hacia adelante al tiempo del salto, en la disposición adelantada de la silla de montar, en las longitudes cortas de los estribos y largas de las riendas, lo que hizo que se pudieran superar obstáculos cada vez de mayor altura. De esta manera Federico Caprilli consiguió el récord mundial de salto alto el 24 de mayo de 1902 montando a «Melapo», al batir una altura de 2,08 m (6 ft 9⅞ in).
Al fundarse en 1921 la Federación Ecuestre Internacional (FEI), se homologaron las reglamentaciones de las disciplinas ecuestres y de las distintas competiciones internacionales oficiales, incluyendo las de los Juegos Ecuestres Mundiales y los Juegos Olímpicos.
Con anterioridad a la Segunda Guerra Mundial, la mayoría de las competencias ecuestres internacionales eran exclusividad de oficiales del arma caballería de los distintos ejércitos nacionales. Desde que los eventos ecuestres fueron incluidos en el programa olímpico en los Juegos Olímpicos de París 1900 y luego desde su continuación desde los Juegos Olímpicos de Estocolmo 1912 hasta los juegos de Juegos Olímpicos de Helsinki 1952 (en los cuales el francés Pierre Jonqueres d´Óriola ganó las preseas doradas), fueron militares los que dominaron las presentaciones olímpicas. En los juegos de Juegos Olímpicos de Melbourne 1956 se introdujo por primera vez la participación de las amazonas en la equitación, siendo este uno de los deportes de gran aceptación en las citas olímpicas.

## Obstáculos
- Cruzada
- Vertical
- Oxer o fondo
- Triple barra
- Bidé
- Ría
- Muro
- Combinación
- Triple Combinación

## Tipos de concursos de saltos

### Concursos normales

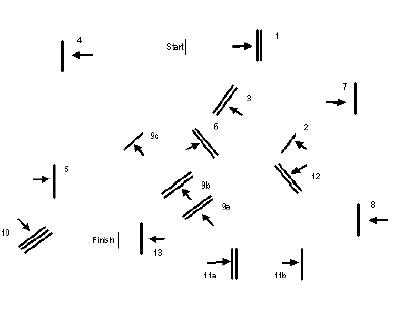
Diagrama que muestra una disposición de los obstáculos en un concurso normal de saltos.

Los concursos de saltos pueden tener categoría nacional (CSN) o internacional (CSI), y dependiendo del importe de los premios se clasifican entre una (* ó 1*) y cinco (***** ó 5*) estrellas.

#### Reglas
Las reglas han ido variando desde su implantación como disciplina ecuestre, teniendo cada federación nacional la capacidad de determinar diferentes modalidades y reglas, aunque es la Federación Ecuestre Internacional (FEI) la que dicta el reglamento para los concursos internacionales oficiales, los juegos ecuestres mundiales, los concursos de los juegos olímpicos y los récords mundiales de salto alto y de salto largo.
En los concursos de salto los tipos de penalizaciones son:
1. Por derribo de un obstáculo, por una extremidad en el agua o por cualquier huella dejada sobre el listón que delimita el salto de la ría por el lado de la recepción. Penalización de 4 puntos.
2. Por una desobediencia, penalización de 4 puntos. Se consideran desobediencias:
  1. El rehúse
  2. La escapada
  3. La defensa
  4. El círculo más o menos regular o serie de círculos ejecutados en cualquier parte de la pista y por cualquier razón. Es también una desobediencia el círculo o círculos alrededor del último obstáculo saltado, a menos que el trazado del recorrido así lo requiera.
3. Por un error de recorrido, eliminación del jinete y caballo. Se consideran errores de recorrido cuando el participante:
  1. No efectúa el recorrido conforme el gráfico fijado.
  2. No cruza la línea de salida o la de llegada entre las banderas en la correcta dirección.
  3. Omite los pasos obligados.
  4. No salta los obstáculos en el orden o en el sentido indicado, excepto en algunas pruebas especiales.
  5. Salta o intenta saltar un obstáculo que no forma parte del recorrido u olvida saltar un obstáculo.
4. Por la caída del caballo y/o del jinete o amazona, eliminación de ambos. Se consideran caídas del jinete o la amazona cuando hayan tocado el suelo, o si para volver a la silla necesitan recurrir a un apoyo o ayuda exterior, de cualquier naturaleza que sea. Se considera caída del caballo cuando la espalda y la cadera del mismo han tocado el suelo o el obstáculo y el suelo.
5. Por ayuda oficiosa prohibida, eliminación del jinete y caballo.
6. Por excederse del tiempo concedido (penaliza según el baremo de la prueba) o del tiempo límite (eliminación del jinete y caballo).

La silla de montar del jinete o de la amazona, indispensable para que el movimiento posterior del caballo en el momento del salto sea más eficaz y así, evitar un derribo por parte del caballo, no está reglamentada, con excepción de que las aciones y los estribos (también el estribo de seguridad) deben colgar en libertad del enganche de la silla de montar y del exterior del faldón, sin que se admita cualquier otro método de fijación y sin que el jinete o amazona pueda atar directa o indirectamente una parte de su cuerpo a la silla de montar. En algunas modalidades de salto se puede juzgar el modo de montar, como las de monta a la amazona o en las de monta a pelo.
El ganador es el competidor que tenga menos penalizaciones y obtenga un menor tiempo, a pesar de que existen algunas pruebas sin cronómetro tasado y algunas pruebas sin tiempo límite. Además, existe la modalidad de tiempo óptimo, que consiste que el ganador es el binomio que termina con el tiempo más próximo al tiempo ideal del recorrido.

#### Tabla de penalizaciones

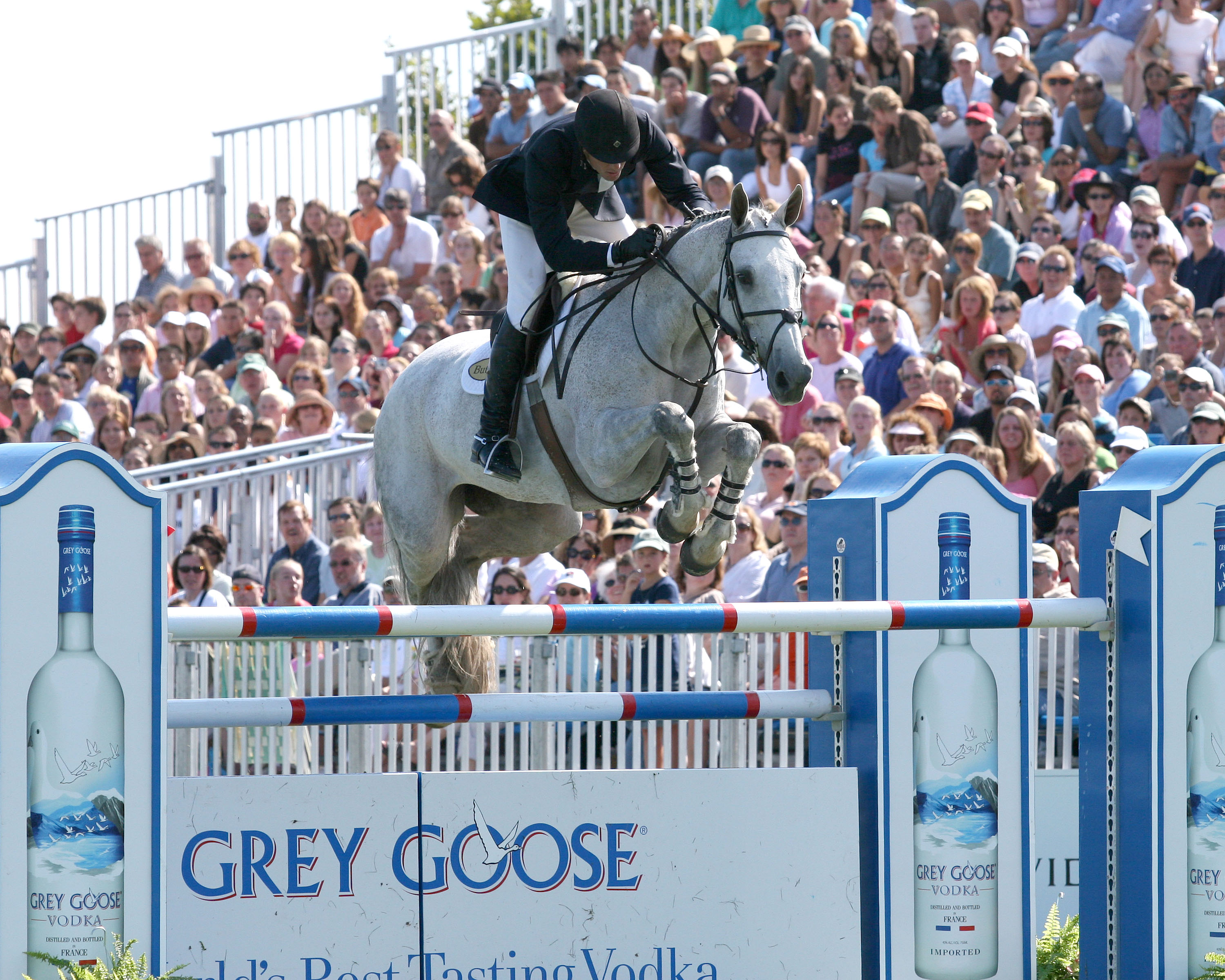
Concurso de salto ecuestre.

Existen distintos baremos que penalizan con distinta puntuación cada una de las penalizaciones realizadas, que además son susceptibles de modificación en cada nueva edición del reglamento para concurso de saltos. Este sería un ejemplo:
- Derribo: 4 puntos.
- 1.ª desobediencia: 4 puntos.
- 2.ª desobediencia: eliminación.
- Caída del jinete o amazona: eliminación y no puede volver a saltar en ese mismo recorrido.
- Tiempo excedido en una prueba cronometrada: 1 punto por cada segundo.
- 1.ª gaza o círculo: 4 punto.
- 2.ª gaza (o 1.ª gaza tras un rehúse o desobediencia): eliminación.
- Error en el recorrido: eliminación.
- Extra tiempo de 4 segundos: 1 punto de penalización.

#### Prueba de dificultades progresivas
La prueba dificultades progresivas se disputa sobre seis, ocho o diez obstáculos, los cuales son progresivamente más difíciles. No puede haber ninguna combinación de obstáculos. Las dificultades no se deben solamente a la altura y fondo de los obstáculos, sino también al trazado dispuesto.

#### Prueba de derbi
La prueba de derbi se desarrolla sobre una distancia mínima de 1000 y máxima de 1300 metros, sobre un recorrido en el que al menos, la mitad de los esfuerzos son sobre obstáculos naturales y con un solo desempate, si así se ha previsto. No tiene tiempo cronometrado pero sí tiene un tiempo límite.

#### Prueba de dobles y triples
La prueba de dobles y triples debe presentar un recorrido que debe comprender seis obstáculos: uno simple como primer obstáculo y cinco combinaciones, de las que al menos un obstáculo debe ser un triple. Si hay desempate, si así está expresado en el avance, el recorrido debe comprender seis obstáculos: un doble, un triple y cuatro obstáculos simples o tres dobles y tres simples, y siempre se deben de suprimir elementos de combinaciones del recorrido inicial.

### Concursos de potencia y destreza

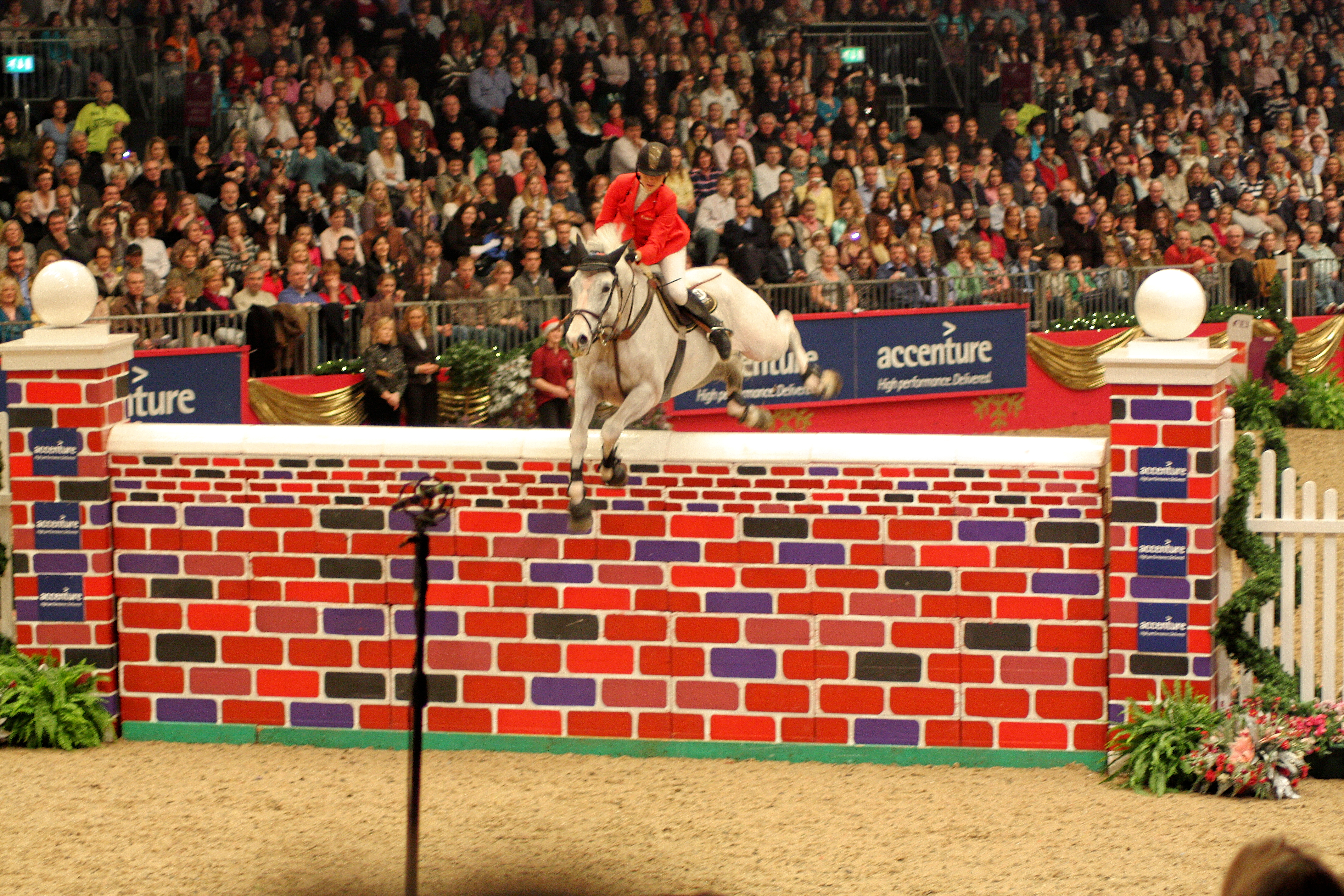
Concurso de potencia. La amazona Ellen Whitaker con «Ladina B» franqueando con éxito un muro de potencia de 2,18 m (7 ft 1⅞ in) en el Olympia London International Horse Show de 2008.

La finalidad de estos concursos son la de demostrar la aptitud del caballo para saltar un número limitado de obstáculos, pero de grandes dimensiones.

#### Prueba de potencia
El concurso de potencia (del francés, 'puissance') consiste en un máximo de cinco rondas, con una ronda de apertura seguida de un máximo de cuatro desempates, sin tiempo preestablecido para cada intervención. La primera ronda se compone de cuatro a seis grandes obstáculos individuales, incluyendo el muro de potencia. El primer obstáculo debe tener un mínimo de 1,40 m de altura, dos obstáculos entre 1,50 m y 1,60 m y un muro u obstáculo vertical que puede estar a 1,60 m o 1,70 m de altura. Se prohíben todas las combinaciones de obstáculos, rías, fosos y obstáculos naturales. El muro puede tener un plano inclinado por el lado en que el caballo bate con una distancia máxima del plano inclinado a la base 30 cm. Para los desempates, solo hay dos obstáculos, un fondo o un vertical y el muro de potencia, y los obstáculos verticales deben elevarse y los horizontales ensancharse en cada ronda, si los participantes empatados para el primer puesto no han sido penalizados en el recorrido precedente. En caso de igualdad después de la quinta ronda, los competidores comparten el primer premio.
El muro de potencia habitualmente llega a superar los 2 m (6 ft 6¾ in) de altura. En 1983 en el concurso de saltos del "Washington International Horse Show" Washington D. C. (Estados Unidos), Anthony d’Ambrosio y su caballo «Sweet & Low» saltaron un muro de potencia de 2,33 m (7 ft 7½ in) de altura, siendo el récord mundial vigente en pista cubierta. En 1988 en el concurso de saltos en pista al aire libre de Franconville (Francia), el jinete Markus Fuchs montando a «Pushkin» saltó un muro de potencia de 2,35 m (7 ft 8½ in). Tres años más tarde este récord fue superado por el récord actual de muro de potencia, que se alcanzó el 8 de junio de 1991 en el Concurso de Saltos Internacional Oficial celebrado en Chaudfontaine (Bélgica), en el cual se calificaron el jinete Otto Becker montando a «Optiebeurs Lausbub» y el jinete Franke Sloothaak montando a «Optiebeurs Golo» y a «Optiebeurs Leonardo». En el desempate, mientras que el otro binomio rehusó el obstáculo, Franke Sloothaak y «Optiebeurs Leonardo» realizaron un salto de 2,40 m (7 ft 10½ in), siendo el récord mundial vigente en pista al aire libre.
El 25 de noviembre de 2011 en el marco del "Stockholm International Horse Show", se establece en Estocolmo (Suecia) el récord mundial de salto de potencia en la modalidad de monta a pelo (sin silla de montar), en pista cubierta, cuando el jinete Robert Whitaker y el caballo «Waterstone» lograron saltar un obstáculo de 2,12 m (6 ft 11½ in).
En este concurso el caballo debe mostrar plena confianza en el jinete ya que los caballos no ven lo que hay detrás del muro de potencia. En los últimos tiempos se ha reducido la participación del competición de potencia en los concursos ecuestres, por considerarse demasiado peligrosa para la salud del caballo si este se accidenta, y las competiciones se han ido reemplazando por el concurso de destreza de seis barras.

#### Prueba de seis barras
Para esta prueba, los caballos deben pasar seis obstáculos verticales dispuestos en línea recta y separados con una distancia de dos pasos, que equivalen a unos 11 m de distancia entre ellos. Deben construirse de forma idéntica usando solo barras del mismo tipo. Esto obligaría a una pista con un mínimo de 96 m para que pueda ser realizable. Según el tamaño de la pista, pueden ser menos de seis. 
Todos los obstáculos pueden ser colocados a la misma altura, por ejemplo a 1,20 m, o con alturas progresivas, por ejemplo a 1,10 m, a 1,20 m, a 1,30 m, a 1,40 m, a 1,50 m y a 1,60 m; o bien los dos primeros a 1,20 m, los dos siguientes a 1,30 m, y así sucesivamente. 
En caso de rehúse o desobediencia, el competidor debe retomar el recorrido en el obstáculo donde fue cometida la falta. 
El primer desempate se debe disputar sobre los seis obstáculos que previamente se han elevado progresivamente, salvo en el caso en que los competidores empatados por el primer puesto hayan penalizado en el recorrido inicial. Después del primer desempate se puede reducir el número de obstáculos hasta tres cuatro, siempre retirando los obstáculos más bajos y manteniendo la distancia entre ellos alrededor de los 11 m, tal como se dispuso inicialmente. Puede suceder que si hay múltiples desempates, la altura de los obstáculos en las rondas finales se eleven a más de 1,80 m.

### Concursos de caza o de velocidad y conducción
La finalidad de estas pruebas es probar la obediencia, la conducción (o manejabilidad) y la velocidad del caballo a lo largo de recorridos que deben ser sinuosos con obstáculos variados.
Todas las pruebas de este tipo son denominadas pruebas de velocidad y conducción (o manejabilidad). Son llamadas pruebas de caza aquellas que contienen obstáculos naturales tales como terraplenes, taludes, fosos, etcétera. En todas se permiten obstáculos alternativos que den al competidor la posibilidad de acortar su recorrido, pero saltando un obstáculo más difícil.
En el plano del recorrido no estará establecido ningún trazado fijo a seguir, pero se colocará una serie de flechas indicando la dirección en que se debe saltar cada obstáculo. También se pueden incluir puntos de paso obligado solo en casos de absoluta necesidad.

### Concursos de salto alto
La prueba de salto alto consiste en que un binomio debe sortear un único obstáculo. Parte desde una altura mínima de 1,60 metros y la diferencia con las otras competencias de salto es que solo se sortea un salto. El concurso de salto alto tiene una serie de normas que regulan tanto la forma y disposición del obstáculo vertical, que es de forma oblicua ascendente.
El primer binomio en sobrepasar los dos metros de altura en el salto alto fue el oficial italiano Federico Caprilli y su caballo Melapo, quienes saltaron 2,08 metros en 1902. Posteriormente se fueron quebrando los récords hasta el año 1949 cuando el oficial del Ejército de Chile Alberto Larraguibel y su caballo Huaso saltaron un obstáculo de 2,47 metros en la ciudad chilena de Viña del Mar. Después de muchos años e intentos, este récord hasta el día de hoy sigue sin batirse, transformándose en uno de los récords mundiales más largos del deporte.

## Campeonato Mundial de Saltos Ecuestres
El Campeonato Mundial de Saltos Ecuestres se disputa desde 1953, y desde 1990 se incluye en el marco de los Juegos Ecuestres Mundiales, que son un acontecimiento deportivo que se realiza cada 5 años.
| Campeones Mundiales de Saltos | Campeones Mundiales de Saltos | Campeones Mundiales de Saltos | Campeones Mundiales de Saltos | Campeones Mundiales de Saltos |
| ----------------------------- | ----------------------------- | ----------------------------- | ----------------------------- | ----------------------------- |
| Año                           | Prueba                        | País                          | Jinete                        | Caballo                       |
| 1953                          | concurso de saltos            |                               | Francisco Goyoaga             | Quorum                        |
| 1954                          | concurso de saltos            |                               | Hans Günter Winkler           | Halla                         |
| 1955                          | concurso de saltos            |                               | Hans Günter Winkler           | Orient                        |
| 1956                          | concurso de saltos            |                               | Raimondo D'Inzeo              | Merano                        |
| 1960                          | concurso de saltos            |                               | Raimondo D'Inzeo              | Gowran Girl                   |
| 1966                          | concurso de saltos            |                               | Pierre Jonquères d'Oriola     | Pomone B                      |
| 1970                          | concurso de saltos            |                               | David Broome                  | Beethoven                     |
| 1974                          | concurso de saltos            |                               | Hartwig Steenken              | Simona                        |
| 1978                          | concurso de saltos            |                               | Gerd Wiltfang                 | Roman                         |
| 1982                          | concurso de saltos            |                               | Norbert Koof                  | Fire                          |
| 1986                          | concurso de saltos            |                               | Gail Greenough                | Mr. T                         |
| 1990                          | concurso de saltos            |                               | Eric Navet                    | Malesan                       |
| 1994                          | concurso de saltos            |                               | Franke Sloothaak              | S.P.Weihaiwej                 |
| 1998                          | concurso de saltos            |                               | Rodrigo Pessoa                | Gandini Lianos                |
| 2002                          | concurso de saltos            |                               | Dermott Lennon                | Liscalgot                     |
| 2006                          | concurso de saltos            |                               | Jos Lansink                   | Cavalor                       |
| 2010                          | concurso de saltos            |                               | Philippe Le Jeune             | Vigo D'Arsouilles             |
| 2014                          | concurso de saltos            |                               | Jeroen Dubbeldam              | Zenith SFN                    |
| 2018                          | concurso de saltos            |                               | Simone Blum                   | DSP Alice                     |

## Salto ecuestre en los Juegos Olímpicos
Desde los Juegos Olímpicos de París 1900 el concurso de salto ecuestre está presente en los Juegos Olímpicos de Verano. El nivel de los jinetes y caballos que compiten en estos juegos es de los más altos, ya que la altura de los obstáculos es alrededor de 1,60 m. En los Juegos Olímpicos de París 1900 se realizaron, además del concurso individuales de saltos, las pruebas individuales de salto alto mixto y de salto largo mixto.

### Medallistas olímpicos de saltos individual
| Evento              | Oro                                         | Plata                                         | Bronce                                         |
| ------------------- | ------------------------------------------- | --------------------------------------------- | ---------------------------------------------- |
| París 1900          | Aimé Haegeman en Benton II (BEL)            | Georges Van Der Poele en Windsor Squire (BEL) | Louis de Champsavin en Terpsichore (FRA)       |
| 1904–1908           | no fue incluido en el programa olímpico     | no fue incluido en el programa olímpico       | no fue incluido en el programa olímpico        |
| Estocolmo 1912      | Jean Cariou en Mignon (FRA)                 | Rabod von Kröcher en Dohna (GER)              | Emmanuel de Blommaert en Clonmore (BEL)        |
| Amberes 1920        | Tommaso Lequio di Assaba en Trebecco (ITA)  | Alessandro Valerio en Cento (ITA)             | Carl Gustaf Lewenhaupt en Mon Coeur (SWE)      |
| París 1924          | Alphonse Gemuseus en Lucette (SUI)          | Tommaso Lequio di Assaba en Trebecco (ITA)    | Adam Królikiewicz en Picador (POL)             |
| Ámsterdam 1928      | František Ventura en Elliot (TCH)           | Pierre Bertran de Balanda en Papillon (FRA)   | Charles-Gustave Kuhn en Pepita (SUI)           |
| Los Ángeles 1932    | Takeichi Nishi en Uranus (JPN)              | Harry Chamberlin en Show Girl (USA)           | Clarence von Rosen en Empire (SWE)             |
| Berlín 1936         | Kurt Hasse en Tora (GER)                    | Henri Rang en Delfis (ROU)                    | József von Platthy en Sello (HUN)              |
| Londres 1948        | Humberto Mariles Cortés en Arete (MEX)      | Rubén Uriza en Hatuey (MEX)                   | Jean-François d'Orgeix en Sucre de Pomme (FRA) |
| Helsinki 1952       | Pierre Jonquères d'Oriola en Ali Baba (FRA) | Óscar Cristi en Bambi (CHI)                   | Fritz Thiedemann en Meteor (GER)               |
| Estocolmo 1956      | Hans Günter Winkler en Halla (GER)          | Raimondo D'Inzeo en Merano (ITA)              | Piero D'Inzeo en Uruguay (ITA)                 |
| Roma 1960           | Raimondo D'Inzeo en Posillipo (ITA)         | Piero D'Inzeo en The Rock (ITA)               | David Broome en Sunsalve (GBR)                 |
| Tokio 1964          | Pierre Jonquères d'Oriola en Lutteur (FRA)  | Hermann Schridde en Dozent (EUA)              | Peter Robeson en Firecrest (GBR)               |
| México 1968         | William Steinkraus en Snowbound (USA)       | Marion Coakes en Stroller (GBR)               | David Broome en Mister Softee (GBR)            |
| Múnich 1972         | Graziano Mancinelli en Ambassador (ITA)     | Ann Moore en Psalm (GBR)                      | Neal Shapiro en Sloopy (USA)                   |
| Montreal 1976       | Alwin Schockemöhle en Warwick Rex (FRG)     | Michel Vaillancourt en Branch County (CAN)    | Francois Mathy en Gai Luron (BEL)              |
| Moscú 1980          | Jan Kowalczyk en Artemor (POL)              | Nikolai Korolkov en Espadron (URS)            | Joaquín Pérez en Alymony (MEX)                 |
| Los Ángeles 1984    | Joseph Fargis en Touch of Class (USA)       | Conrad Homfeld en Abdullah (USA)              | Heidi Robbiani en Jessica V (SUI)              |
| Seúl 1988           | Pierre Durand en Jappeloup (FRA)            | Greg Best en Gem Twist (USA)                  | Karsten Huck en Nepomuk (FRG)                  |
| Barcelona 1992      | Ludger Beerbaum en Classic Touch (GER)      | Piet Raymakers en Ratina Z (NED)              | Norman Dello Joio en Irish (USA)               |
| Atlanta 1996        | Ulrich Kirchhoff en Jus de Pommes (GER)     | Willi Melliger en Calvaro (SUI)               | Alexandra Ledermann en Rochet M (FRA)          |
| Sídney 2000         | Jeroen Dubbeldam en De Sjiem (NED)          | Albert Voorn en Lando (NED)                   | Khaled Al-Eid en Khashm Al Aan (KSA)           |
| Atenas 2004         | Rodrigo Pessoa en Baloubet du Rouet (BRA)   | Chris Kappler en Royal Kaliber (USA)          | Marco Kutscher en Montender (GER)              |
| Pekín 2008          | Eric Lamaze en Hickstead (CAN)              | Rolf-Göran Bengtsson en Ninja (SWE)           | Beezie Madden en Authentic (USA)               |
| Londres 2012        | Steve Guerdat en Nino Des Buissonets (SUI)  | Gerco Schroder en London (NED)                | Cian O'Connor en Blue Loyd (IRL)               |
| Río de Janeiro 2016 | Nick Skelton en Big Star (GBR)              | Peder Fredricson en All In (SWE)              | Eric Lamaze en Fine Lady (CAN)                 |
| Tokio 2020          | Ben Maher en Explosion W (GBR)              | Peder Fredricson en All In (SWE)              | Maikel van der Vleuten en Beauville Z (NED)    |

### Medallistas olímpicos de concurso de saltos por equipos
| Evento              | Oro                    | Plata                 | Bronce                |
| ------------------- | ---------------------- | --------------------- | --------------------- |
| Estocolmo 1912      | Suecia 545             | Francia 538           | Alemania 530          |
| Amberes 1920        | Suecia -14             | Bélgica -16.25        | Italia -18.75         |
| París 1924          | Suecia -42.25          | Suiza -50.0           | Portugal -53.0        |
| Ámsterdam 1928      | España -4              | Polonia -8            | Suecia -10            |
| Los Ángeles 1932    | Francia                | Suecia                | Estados Unidos        |
| Berlín 1936         | Alemania -44.00        | Países Bajos -51.50   | Portugal -56.00       |
| Londres 1948        | México -34.25          | España -56.50         | Reino Unido -67.00    |
| Helsinki 1952       | Reino Unido -40.75     | Chile -45.75          | Estados Unidos -52.25 |
| Melbourne 1956      | Alemania -40.00        | Italia -66.00         | Reino Unido -69.00    |
| Roma 1960           | Alemania -46.50        | Estados Unidos -66.00 | Italia -80.50         |
| Tokio 1964          | Alemania -68.50        | Francia -77.75        | Italia -88.50         |
| México 1968         | Canadá -102.75         | Francia -110.50       | Alemania -117.25      |
| Múnich 1972         | Alemania 32,00         | Estados Unidos 32,25  | Italia 48,00          |
| Montreal 1976       | Francia 40             | Alemania 44           | Bélgica 63            |
| Moscú 1980          | Unión Soviética -16.00 | Polonia -32.00        | México -39.25         |
| Los Ángeles 1984    | Estados Unidos 12,00   | Reino Unido 36,75     | Alemania 39,25        |
| Seúl 1988           | Alemania 17.25         | Estados Unidos 20.50  | Francia 27.50         |
| Barcelona 1992      | Países Bajos 12        | Austria 16.75         | Francia 24.75         |
| Atlanta 1996        | Alemania 1.75          | Estados Unidos 12.00  | Brasil 17.25          |
| Sídney 2000         | Alemania 15            | Suiza 16              | Brasil 24             |
| Atenas 2004         | Alemania 8             | Estados Unidos 20     | Suecia 20             |
| Pekín 2008          | Estados Unidos 20+0    | Canadá 20+4           | Noruega 27            |
| Londres 2012        | Reino Unido 8          | Países Bajos 8        | Arabia Saudita 14     |
| Río de Janeiro 2016 | Francia 3              | Estados Unidos 5      | Alemania 8            |